# Rick Bay
Richard M. Bay (1941 vagy 1942–) amerikai amerikaifutball-játékos és birkózó, atlétikai igazgató, edző, a New York Yankees alelnöke és operatív igazgatója.

## Fiatalkora
Illinois államban nőtt fel; háromszor volt az állam birkózóbajnoka, 2000-ben pedig a Chicago Tribune az egyik legjobb birkózónak nevezte. A Michigani Egyetemen amerikaifutball-játékos és konferenciabajnok birkózó volt. 1964–1965-ben a birkózók csapatkapitánya volt.
2000-ben a Michigani Egyetem, 2008-ban pedig a nemzeti birkózószövetség dicsőségcsarnokának tagja lett.

## Pályafutása

### Michigan Wolverines
1965-ben diplomát szerzett, ezután négy évre a Michigan Wolverines birkózóedzője lett. Utolsó két szezonjában a csapat a Big Ten Conference és a National Collegiate Athletic Association bajnoka lett. Bayt 1974-ben az év birkózójának választották, ekkor lemondott.
| Szezon                           | Eredmény           | Eredmény           | Állás              | Állás              |
| Szezon                           | Összesített        | Konferencia        | Helyezés           | Rájátszás          |
| Big Ten Conference               | Big Ten Conference | Big Ten Conference | Big Ten Conference | Big Ten Conference |
| -------------------------------- | ------------------ | ------------------ | ------------------ | ------------------ |
| 1970–71                          | 8–2–2              | 6–1–1              | 3.                 | 14.                |
| 1971–72                          | 9–3–1              | 7–1–1              | 3.                 | 15.                |
| 1972–73                          | 12–0               | 9–0                | 2.                 | 3.                 |
| 1973–74                          | 14–0               | 9–0                | 2.                 | 2.                 |
| Összesen:                        | 43–5–3             | –                  | –                  | –                  |
| Jelmagyarázat: Konferenciabajnok |                    |                    |                    |                    |

### U.S. Wrestling Federation
A Wolverinestől való lemondása után a Michigani Egyetem öregdiák-szövetségének munkatársa, később igazgatóhelyettese lett. 1976 és 1980 között az országos birkózószövetség vezetője volt, 1980-ban pedig az év birkózójának választották.

### Oregon Ducks
1981 januárjától 1984-ig az Oregon Ducks atlétikai igazgatója volt. A forrásokkal való visszaélések miatt 1981 decemberében az NCAA két évre felfüggesztette az amerikaifutball-csapatot, ezért nem vehettek részt bowlmérkőzéseken és tizenkét ösztöndíjat vesztettek el. Bay úgy gondolta, hogy a szankciók nagyobb problémákat nem, csak kisebb kellemetlenségeket fognak okozni.
Bay Bill Dellinger atlétikaedzővel és a Nike alapítóival is konfliktusba keveredett, mivel Bay szerint a Dellinger által alkalmazott gyakorlat, amivel a játékosokat a Nike ingyen felszerelésekkel látta el, sérti az NCAA szabályait. Bill Bowerman adományából új atlétikalétesítmény épült volna, azonban annak felhasználását Bowerman szabályozta volna, ezt pedig Bay nem fogadta el. Távozását követően a létesítmény felépült.

### Ohio State Buckeyes
1984 májusában az Ohio State Buckeyes atlétikai igazgatója lett. Érkezésekor bejelentette, hogy mindenkitől komoly hozzáállást és jelentős sikereket vár el. 1984-ben az amerikaifutball-csapat konferenciabajnok lett, 1985-ben pedig megnyerték a Florida Citrus Bowlt. 1987-ben Earle Bruce edzőt kirúgták, azonban Bay nem volt hajlandó közölni a felmondást, helyette lemondott. Később ezen lépéséért elismerték.

### New York Yankees
1988 februárjában a New York Yankees igazgatóhelyettese és operatív igazgatója lett, azonban szerinte George Steinbrenner tulajdonos vissza akart élni hatalmával, ezért júniusban lemondott, és a StarBright Group Inc. produkciós cég munkatársa lett. Évekkel később azt nyilatkozta, hogy Steinbrennernek egy „sokak által nem ismert oldala is van”.

### Minnesota Golden Gophers
1988 decemberében a Minnesota Golden Gophers férficsapatainak atlétikai igazgatója lett, miután elődjét, Paul Gielt az NCAA által feltárt negyven kihágás miatt kirúgták. Bay regnálása alatt 41 millióért megépítették a Mariucci Arénát és felújították a Williams Arénát. 1990 decemberében az NCAA közzétette, hogy a kihágások Bay alatt is folytatódtak. A vizsgálat szerint a sportolók többször is jogtalanul használtak fel készpénzt, a korábbi kisebbségi ügyekért felelős ideiglenes igazgató pedig kétszázezer dollárt lopott az intézménytől. Bay szerint 1991 decemberében a belső vizsgálat háromszáz oldalas jelentését átnyújtották az NCAA-nek; a 21-ből 18 vádpontot elismertek, de szerintük nem kell szankciókat kiszabni.

### Cleveland Indians
1991 szeptemberében a Cleveland Indians baseballcsapatának elnökének választották, megbízatása 1992 januárjában kezdődött. Egyetlen szezonja alatt a csapat 19-cel több győzelmet szerzett az egy évvel korábbihoz képest, és az American League East negyedik helyezettje lett, az MLB pedig az év szervezetének választotta őket. Bay a Richard Jacobs tulajdonossal szembeni nézeteltérések miatt 11 hónap elteltével távozott.

### San Diego State Aztecs
1995 és 2003 között a San Diego State Aztecs atlétikai igazgatója volt. Regnálása alatt több létesítmény épült, 1999 februárjában pedig felvette Steve Fisher kosárlabdaedzőt, aki alatt a csapat öt NCAA-tornára jutott ki.
A Kaliforniai Állami Egyetem belső vizsgálata a felszerelések használatával kapcsolatos visszaéléseket tárt fel, ezért az egyetem vezetése Bayt nyomás alá helyezte; szerintük ha nem mondott volna le, kirúgják. Stephen Weber rektor szerint „nem hiszem, hogy Bay az audit legitimációját vagy célját hozzám hasonlóan látja”. Bay szerint a vádpontokra bizonyítékokat kért, de nem kapott.

## Fordítás
- Ez a szócikk részben vagy egészben  a   Rick Bay című angol Wikipédia-szócikk ezen változatának fordításán alapul.  Az eredeti cikk szerkesztőit annak laptörténete sorolja fel. Ez a jelzés csupán a megfogalmazás eredetét és a szerzői jogokat jelzi, nem szolgál a cikkben szereplő információk forrásmegjelöléseként.